# Littleton (Colorado)
Pour les articles homonymes, voir Littleton.
 (avril 2009).
Si vous disposez d'ouvrages ou d'articles de référence ou si vous connaissez des sites web de qualité traitant du thème abordé ici, merci de compléter l'article en donnant les références utiles à sa vérifiabilité et en les liant à la section « Notes et références ».
Littleton est une ville de l'État du Colorado, aux États-Unis, dans l'agglomération de Denver. Elle est devenue célèbre en avril 1999 à la suite du massacre du lycée de Columbine au cours duquel 15 personnes (dont les 2 tueurs) périrent et 24 furent blessées.
La ville abrite également la tombe d'Alfred Packer, l'une des deux seules personnes à jamais avoir été emprisonnées aux États-Unis pour cannibalisme.
Selon le recensement de 2010, sa population s'élève à 41 737 habitants. La municipalité s'étend sur 24,76 milles carrés (64,13 km2). Littleton est aussi une zone résidentielle de Denver avec des maisons typiquement américaines.
La ville est nommée en l'honneur de Richard Little, un ingénieur civil.
Un des principaux employeurs de Littleton est Lockheed Martin, une des plus grandes entreprises aéronautiques et spatiales au monde. Les lanceurs spatiaux Titan et Atlas y ont été produits.
Dans le documentaire Bowling for Columbine de Michael Moore, Matt Stone révèle que la série South Park est inspirée de cette ville.

## Démographie
| 1880 | 1900 | 1910  | 1920  | 1930  | 1940  |
| ---- | ---- | ----- | ----- | ----- | ----- |
| 100  | 738  | 1 373 | 1 636 | 2 019 | 2 244 |

| 1950  | 1960   | 1970   | 1980   | 1990   | 2000   |
| ----- | ------ | ------ | ------ | ------ | ------ |
| 3 378 | 13 670 | 26 466 | 28 631 | 33 685 | 40 340 |

| 2010   | 2020   | - | - | - | - |
| ------ | ------ | - | - | - | - |
| 41 737 | 45 652 | - | - | - | - |